# Cheryl Hines

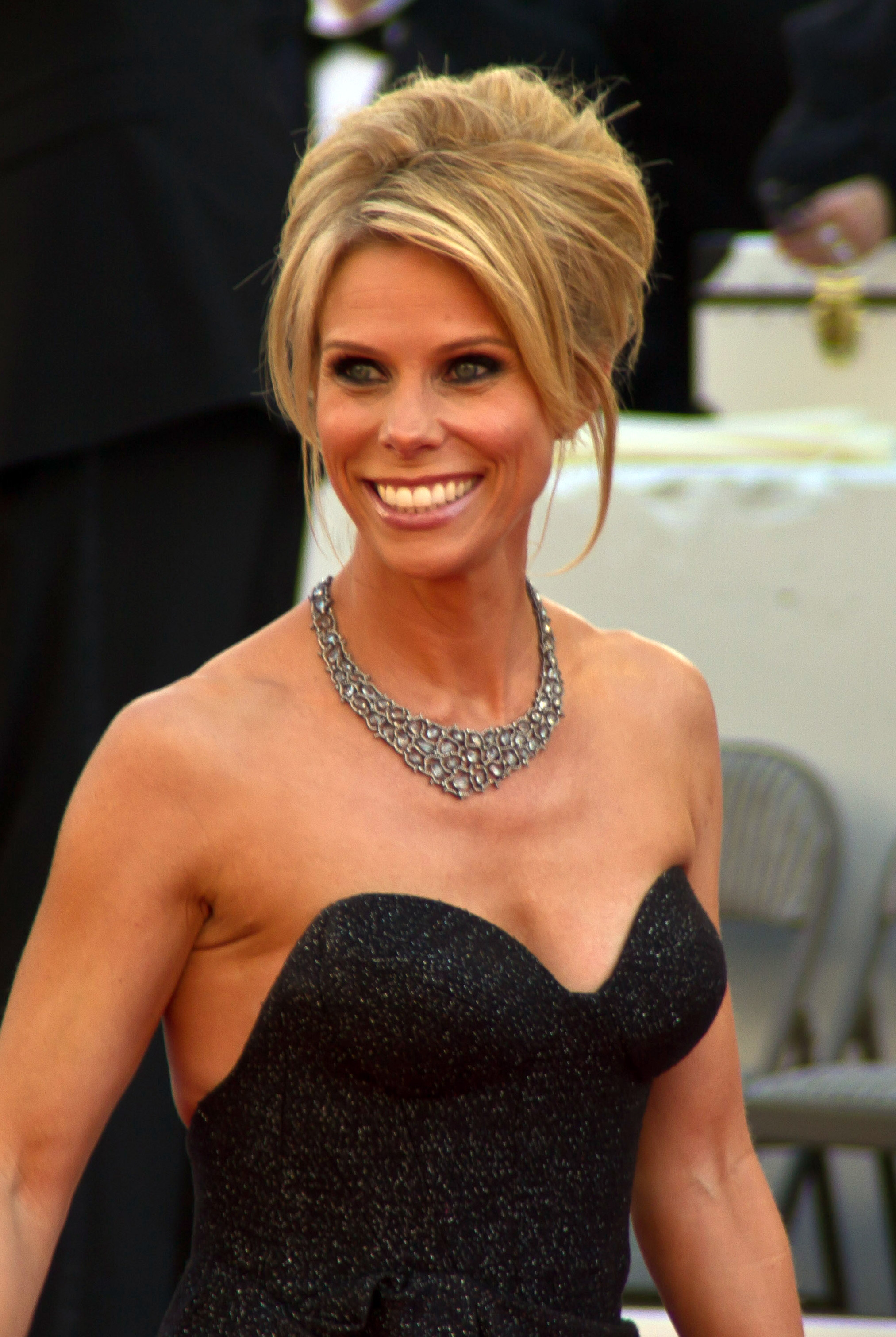
Cheryl Hines bei den 83. Academy Awards 2011

Cheryl Hines (* 21. September 1965 in Miami Beach, Florida) ist eine US-amerikanische Schauspielerin.

## Biografie

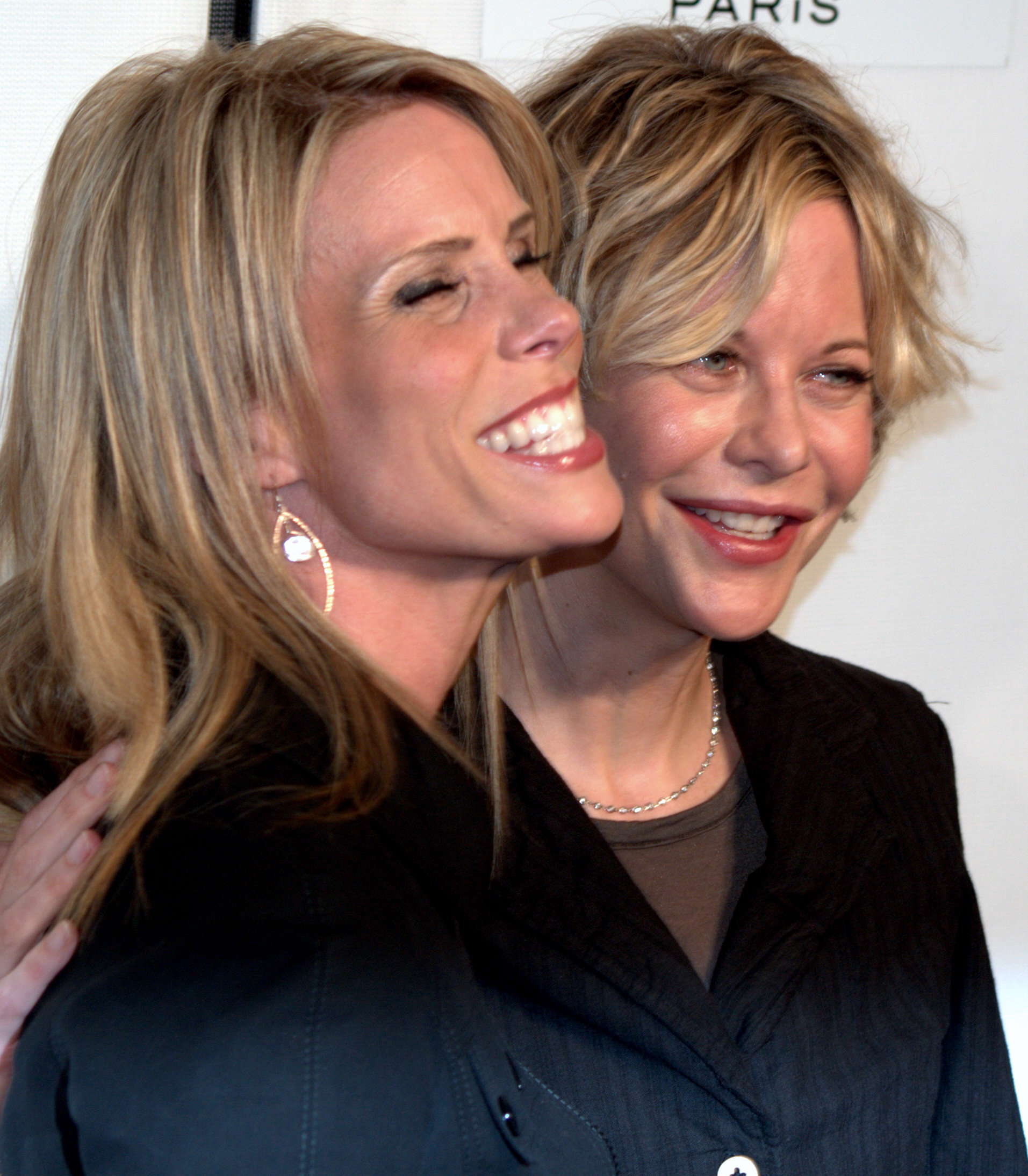
Cheryl Hines und Meg Ryan 2009 auf dem Tribeca Film Festival bei der Premiere ihres gemeinsamen Films Serious Moonlight

Cheryl Hines wurde am 21. September 1965 in Miami Beach als Tochter von Rosemary Graham Harbolt geboren. Sie wuchs in Tallahassee auf und besuchte die West Virginia University, Florida State University und zuletzt die University of Central Florida. Im Juli 2006 erhielt sie eine Emmy-Nominierung in der Kategorie Outstanding Supporting Actress in a Comedy Series für ihre Rolle als Cheryl David, an der Seite von Larry David, in der Fernsehserie Lass es, Larry! (Curb Your Enthusiasm). Für diese Rolle wurde sie schon drei Jahre zuvor nominiert. 2009 gab Hines mit der Komödie Serious Moonlight ihr Regiedebüt. Von 2011 bis 2014 war sie in der Serie Suburgatory als Nachbarin Dallas zu sehen.
Hines war seit dem 30. Dezember 2002 mit dem Manager Paul Young verheiratet und brachte am 8. März 2004 ihre gemeinsame Tochter zur Welt. Nach acht Jahren Ehe reichten sie 2010 die Scheidung ein.
Am 2. August 2014 heiratete sie Robert F. Kennedy Jr., mit dem sie seit 2011 liiert war.

## Filmografie

### Filme (Auswahl)
- 2004: … und dann kam Polly (Along Came Polly)
- 2005: Herbie Fully Loaded – Ein toller Käfer startet durch (Herbie: Fully Loaded)
- 2005: Wedding Bells (Cake)
- 2006: Die Chaoscamper (RV)
- 2007: The Grand
- 2007: Jennas Kuchen – Für Liebe gibt es kein Rezept (Waitress)
- 2008: Henry Poole – Vom Glück verfolgt (Henry Poole Is Here)
- 2009: (K)ein bisschen schwanger (Labor Pains)
- 2009: Die nackte Wahrheit (The Ugly Truth)
- 2011: Ein Cosmo & Wanda Movie: Werd’ erwachsen Timmy Turner! (A Fairly Odd Movie: Grow Up, Timmy Turner!)
- 2015: New York Christmas
- 2016: Voll verkatert (Nine Lives)
- 2017: Bad Moms 2 (A Bad Moms Christmas)
- 2017: Wilson – Der Weltverbesserer (Wilson)
- 2019: Turkey Drop (Fernsehfilm)
- 2021: Fear and Loathing in Aspen
- 2022: Nenn es Schicksal (About Fate)
- 2023: Popular Theory

### Fernsehserien (Auswahl)
- 1998–1999: Susan (Suddenly Susan, zwei Folgen)
- 2000–2024: Lass es, Larry! (Curb Your Enthusiasm, 70 Folgen)
- 2002: Alle lieben Raymond (Everybody Loves Raymond, eine Folge)
- 2003: Reno 911! (1 Folge)
- 2007: Scrubs – Die Anfänger (Scrubs, Folge 7x08)
- 2010: Brothers & Sisters (drei Folgen)
- 2011–2014: Suburgatory (57 Folgen)
- 2015: The Middle (Folge 7x09)
- 2016–2017: Son of Zorn (13 Folgen)
- 2020–2021: The Masked Singer (Fernsehsendung, Gastjurorin, zwei Folgen)
- 2022: The Flight Attendant (sechs Folgen)

### Regie
- 2006: Campus Ladies (Fernsehserie, Folge 1x05)
- 2009: Serious Moonlight
- 2013: We Need Help (Fernsehserie, Folge 1x01)
- 2020: Lass es, Larry! (Fernsehserie, Folge 10x03)